# ムスカウ公園
ムスカウ公園（ムスカウこうえん、ドイツ語: 通称 Muskauer Park, 正式名称 Fürst-Pückler-Park Bad Muskau, ポーランド語: Park Mużakowski）はドイツとポーランドの間を流れるナイセ川にまたがるイギリス式庭園。560ヘクタールもの広さをもつ。ドイツ側はバート・ムスカウ、ポーランド側はウェンクニツァの町に接する。

## 歴史
この地を所有していたドイツのヘルマン・フォン・ピュックラー＝ムスカウ侯爵は、その頃イギリスで流行していた風景式庭園の手法に基づいて1815年に造園に着手した。彼は木や水流などの自然物を風景画のように配置する一方、それらと調和するような建物の建築・改築を行った。こうして彼は30年間、この庭園の整備に関わり続けた。
1845年に彼は経済的な理由から自身の所有地を手放さざるを得なくなるが、この地を買い受けたオランダの侯爵が、ピュックラー侯爵から造園を学んだエドゥアルト・ペツォルトを雇い入れたことによって構想は引き継がれた。
第二次世界大戦末期のベルリンの戦いにおいてはこの地も戦場となり、庭園内の城や橋は被害を受けた。終戦後にはナイセ川が新たな国境線（オーダー・ナイセ線）となり、庭園は二つの国に分割された。
破壊された建造物のうち、旧城 (Altes Schloss) は東ドイツ時代の1972年に修復され、新城 (Neues Schloss) は現在修復が進められている。また、橋の修復も行われつつある。
2004年には景観デザインの傑作としてユネスコの世界遺産に登録された。

## 登録基準
この世界遺産は世界遺産登録基準のうち、以下の条件を満たし、登録された（以下の基準は世界遺産センター公表の登録基準からの翻訳、引用である）。
- (1) 人類の創造的才能を表現する傑作。
- (4) 人類の歴史上重要な時代を例証する建築様式、建築物群、技術の集積または景観の優れた例。